# Kurt Jooss

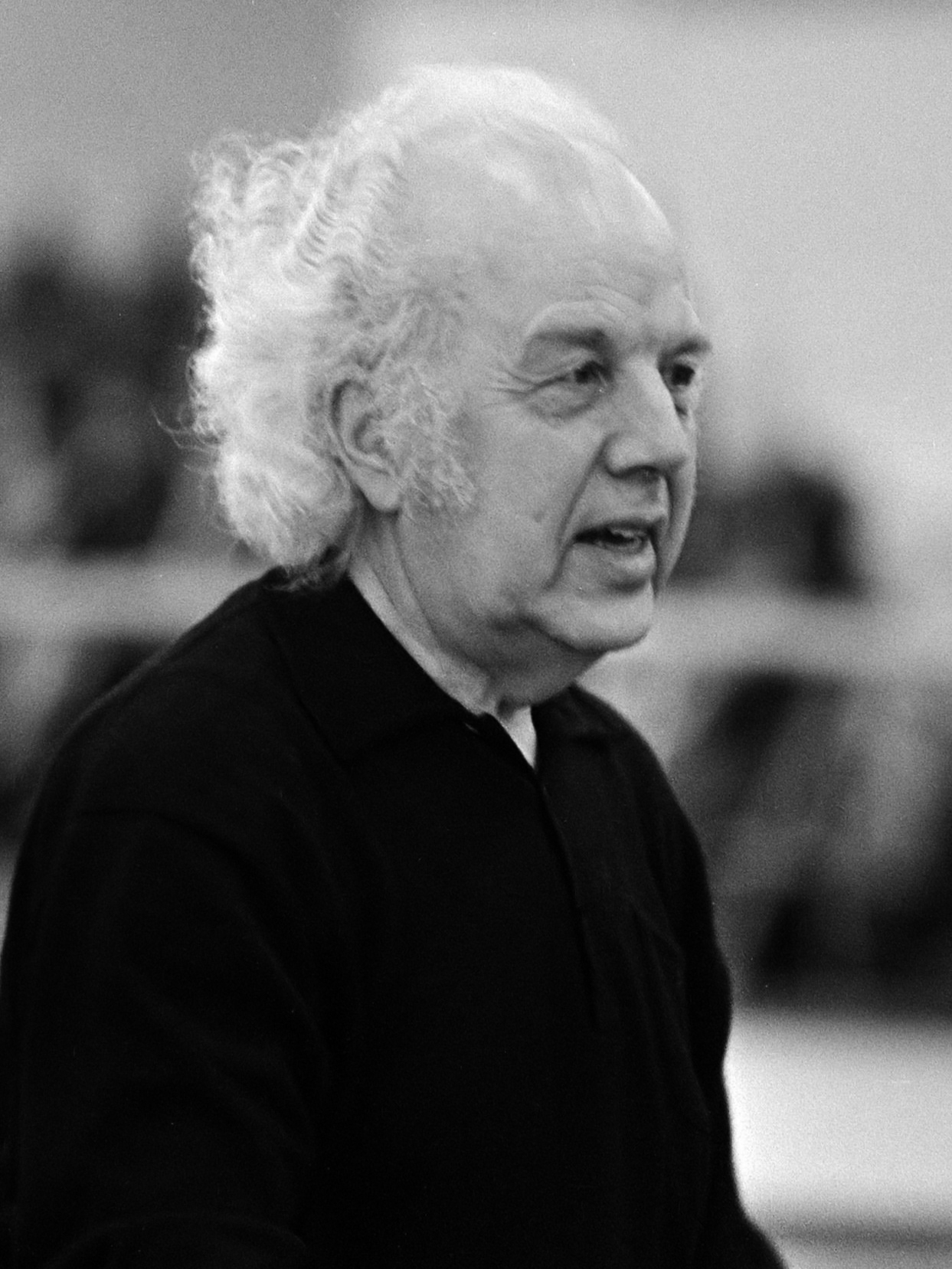
Duitse choreograaf Kurt Jooss studeert een ballet in bij Het Nationale Ballet (4 april 1971)

Kurt Jooss (Wasseralfingen, 12 januari 1901 – Heilbronn, 22 mei 1979) was een Duitse moderne danser en choreograaf die klassiek ballet met theater mixte.
Hij wordt gezien als de uitvinder van het Dans Theater of Tanztheater.
In 1932 kwam zijn bekendste choreografische werk uit, Der Grüne Tisch, een sterk anti-oorlogs werk. 
Met dit werk won hij de eerste prijs op een internationale competitie voor nieuwe choreografie in Parijs in 1932. Dit was een jaar voordat Adolf Hitler rijkskanselier (feitelijk dictator) van Duitsland werd. Jooss verliet Duitsland omdat de nazi's wilden dat hij alle Joden zou ontslaan in zijn bedrijf. Hij ging eerst naar Nederland, daarna naar Engeland en keerde in 1949 weer terug naar Duitsland.
Hans Snoek volgde bij hem haar dansopleiding in Duitsland.
Na nog een aantal werken en vele jaren van lesgeven ging hij in 1968 met pensioen. Hij overleed elf jaar later aan de verwondingen die hij opliep bij een auto-ongeluk.
- Bibliothèque nationale de France: cb123764437 (data)
- Gemeinsame Normdatei: 118746936
- International Standard Name Identifier: 0000 0001 0814 2570
- Library of Congress Control Number: n79065883
- Nationale Bibliotheek van Tsjechië: xx0223616
- Nationale Bibliotheek van Israël: 987007270966705171
- Nationale Bibliotheek van Polen: a0000002005421
- Nederlandse Thesaurus van Auteursnamen: 185368735
- LIBRIS: 244417
- Système universitaire de documentation: 032806337
- Virtual International Authority File: 37184987
- WorldCat: E39PBJqBpdfYkjphThfwVy9v73